# 団子坂
| 団子坂 |  | 団子坂 |
| 団子坂 |  |        |

座標: 北緯35度43分30.6秒 東経139度45分43.4秒 / 北緯35.725167度 東経139.762056度
団子坂（だんござか）は、東京都文京区千駄木にある坂。

## 概要
文京区の千駄木にある団子坂は、台東区の谷中・上野に通じる坂である。千駄木坂や潮見坂ともいう。坂の周辺には、森鷗外記念館や本郷図書館、東京メトロ千代田線の千駄木駅などがある。
この地域には坂（高低差）が多いが、その理由は、かつて「藍染川」という川が本郷台地（文京区）と上野台地（台東区）の間（根津谷）を流れていたためである（川は関東大震災後に暗渠化されて消滅した）。谷中という地名は、藍染川が台地をけずったことによって形成された谷（低地）に位置することに由来する。

## 地名の由来
「団子坂」という地名の由来については諸説あるが、最も有力な説は「昔この坂に団子を売る店があったから」というものである。ほかにも「かつては団子のような石が多い坂だったから」「坂で転ぶと団子のように転がったから」などという説もある。

## 菊人形

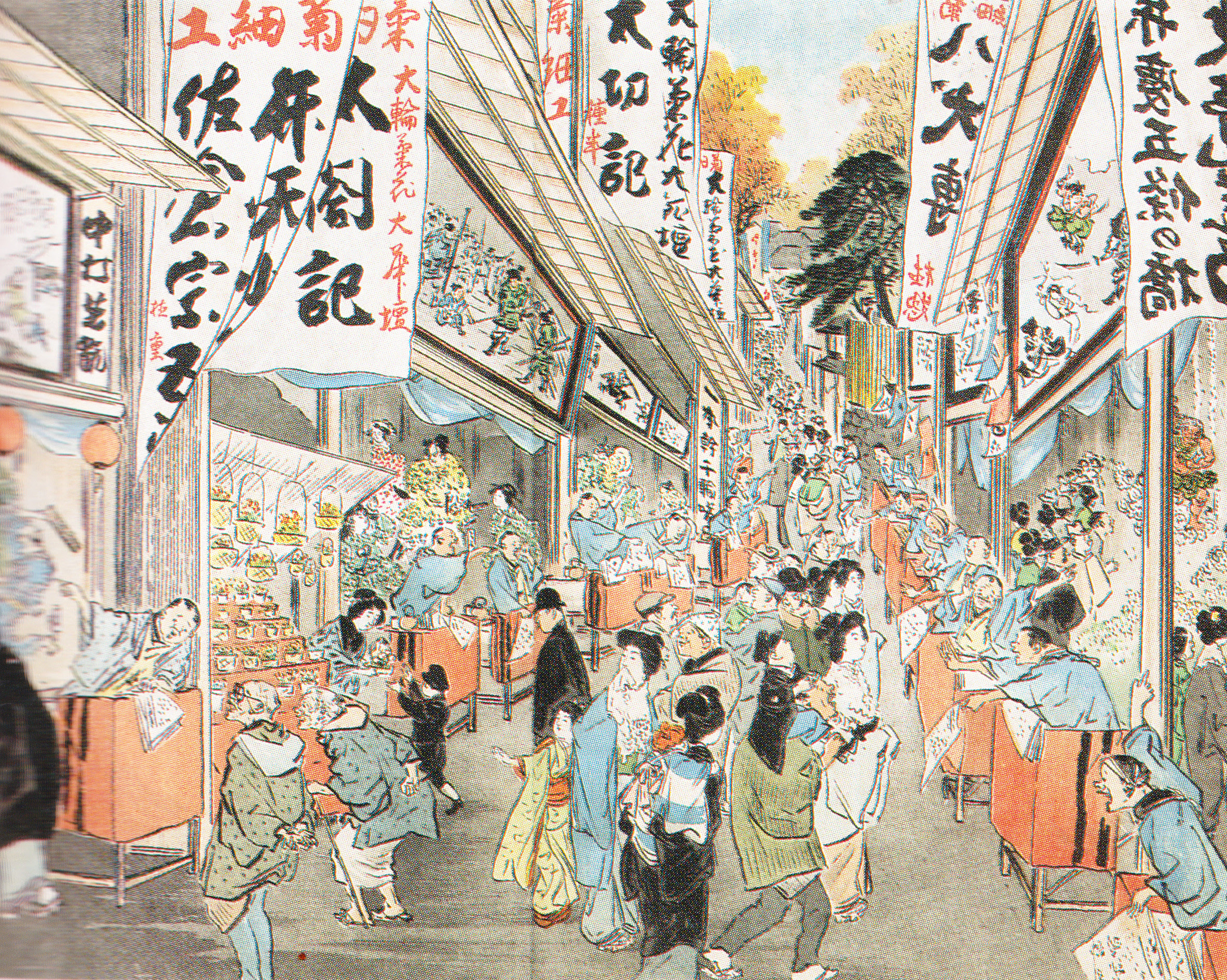
風俗画報「団子坂」。この坂は菊人形の名所であった。

江戸時代（安政以降）の団子坂には菊栽培の植木屋が多く、明治時代には菊人形（秋）の名所として著名であった。幕末から明治期にかけて行われた菊人形は、東京の秋を彩る観光イベントであった。
近くの「菊見せんべい総本店」も元々菊人形見物客向けのお土産屋から始まった。また、当時近隣に住んでいた森鷗外、夏目漱石、江戸川乱歩といった文人の作品の中にも団子坂は登場する。

## 無縁坂が題材である作品
- 団子坂ストーリー（一丸作、『漫画アクション』連載、1980年代 - ）[6][7]